# Bulbophyllum spadiciflorum
Bulbophyllum spadiciflorum là một loài phong lan thuộc chi Bulbophyllum.